# Hold My Hand (canción de Lady Gaga)
«Hold My Hand» —en español, «Sostén mi mano»— es una canción interpretada por la cantautora estadounidense Lady Gaga para la banda sonora de la película Top Gun: Maverick (2022). Escrita y producida por ella con apoyo de BloodPop, fue lanzada el 3 de mayo de 2022 por Interscope Records como primer sencillo de la banda sonora. Su letra, inspirada en los acontecimientos de la cinta original, habla sobre dar apoyo incondicional a un ser querido en momentos difíciles.
La canción recibió comentarios mayormente positivos por parte de la crítica, quienes elogiaron la voz de Gaga por su emoción y potencia, sí como su uso dentro de la película. En términos comerciales, ingresó a los diez primeros en los conteos semanales de éxitos en Croacia, Bélgica, Hungría y Suiza. De igual manera, fue certificada con discos de oro y platino en países como Australia, Canadá, Francia, Italia y el Reino Unido. Para su promoción, Gaga grabó un videoclip dirigido por Joseph Kosinski, director de Top Gun: Maverick, que se estrenó el 6 de mayo de 2022 en su canal de YouTube. El video muestra a la cantante interpretando la canción en distintos escenarios, intercalados con escenas de las dos películas de Top Gun.
Gaga interpretó «Hold My Hand» como cierre de su gira de estadios The Chromatica Ball (2022). También la presentó en la 95.ª edición de los Premios Óscar y en el espectáculo previo al Super Bowl LIX, cuya versión recibió el Emmy Deportivo a la mejor dirección musical en la 46.ª edición de los premios.

## Antecedentes y composición

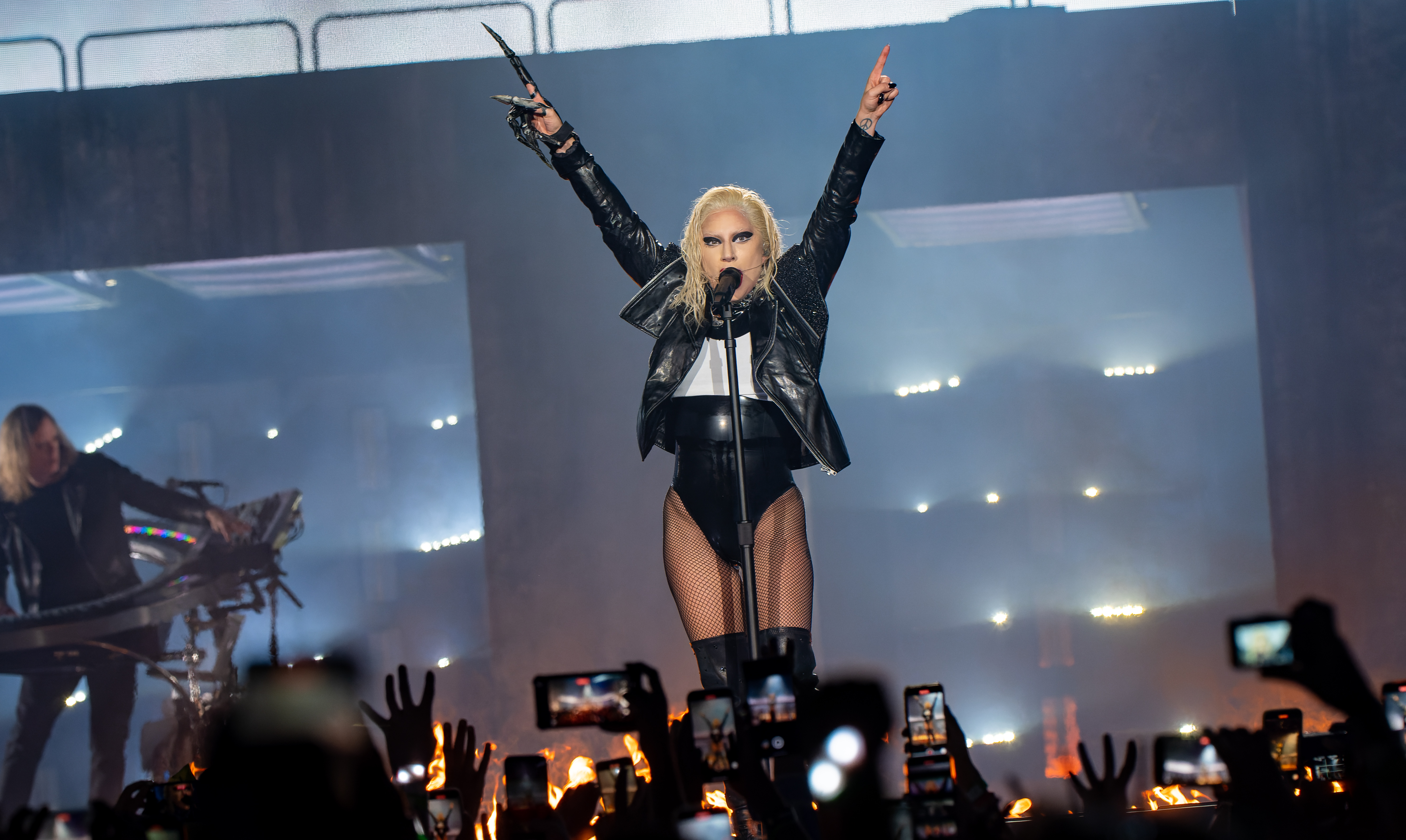
Gaga interpretando la canción durante el cierre de The Chromatica Ball.

En abril de 2021, el sitio web ShowBiz 411 reportó que Gaga estaría potencialmente involucrada en la banda sonora de Top Gun: Maverick (2022), después de que Tom Cruise, protagonista y productor de la película, fuera visto entre la audiencia de uno de los conciertos de Lady Gaga: Enigma. Subsecuentemente, otros medios como la revista W también especularon la participación de la artista con un tema original, particularmente luego de que fueran publicados los pósteres promocionales de la película, donde Gaga aparecía entre los créditos de la música. A mediados de abril de 2022, Gaga escribió una series de tuits que los medios interpretaron como fragmentos de la letra de la canción.
El 27 de abril, anunció oficialmente su participación en la cinta con el tema «Hold My Hand», cuyo lanzamiento tendría lugar el 3 de mayo de ese año. Simultáneamente fue revelada la portada del sencillo, así como un fragmento de diez segundos, y Gaga describió la letra como «una carta de amor al mundo durante y después de tiempos difíciles». «Hold My Hand» es una power ballad dentro del género de arena rock cuya letra habla sobre apoyar incondicionalmente a un ser querido que ha sido herido. La producción de la canción incluye piano, guitarra eléctrica, sintetizadores y batería, además de contar con arreglos de cuerda durante el puente. Fue compuesta y producida por Gaga y BloodPop, con apoyo adicional de Ben Rice en la producción. La canción tiene un tempo lento de 49 pulsaciones por minuto y está escrita en la tonalidad de sol mayor, con el registro vocal de Gaga extendiéndose desde la nota sol menor hasta la mi mayor.

## Recepción
Inmediatamente después del anuncio de la canción, diversos medios como Gold Derby y Variety la consideraron un potencial contendiente al galardón de mejor canción original en los Premios Óscar de 2023. Robin Murray de Clash escribió que la canción es «un triunfo de la grandilocuencia, una verdadera canción de los 80 que coincide con el peso de "Take My Breath Away" de Berlin. En el fondo, es una canción soul, una que encuentra a Lady Gaga soltándose como vocalista». Stuart Heritage de The Guardian sostuvo que: «La canción en sí misma es bastante buena. Es rimbombante y emotiva, e incluye todo lo que podrías desear de una balada de Lady Gaga».

## Vídeo musical
El videoclip de «Hold My Hand» fue lanzado el 6 de mayo de 2022 a través de YouTube y estuvo dirigido por Joseph Kosinski, quien también se encargó de dirigir Top Gun: Maverick (2022). El vídeo muestra a Gaga cantando en un aeródromo en medio del desierto, mientras se intercalan diversas escenas de Top Gun (1986) y Top Gun: Maverick. Varios críticos destacaron el peso emocional del vídeo, ya que se muestran escenas de la muerte del personaje de Goose (interpretado por Anthony Edwards) en la cinta original, evento que marcó al personaje de Maverick (interpretado por Tom Cruise) en la secuela. A lo largo del clip, la artista utiliza dos vestuarios; primero una chaqueta militar de aviador, la misma utilizada por Cruise durante Top Gun, y posteriormente una versión más moderna acompañada de una toga. La confección de los vestuarios quedó a cargo de la diseñadora ucraniana Lessja Verlingieri y el japonés Nicola Formichetti.

## Presentaciones en vivo
Gaga interpretó «Hold My Hand» en la gira The Chromatica Ball (2022), siendo esta parte del encore. La presentación incluyó guitarras potentes y efectos pirotécnicos, mientras Gaga vestía atuendos de látex y cuero, junto con una garra metálica. El 12 de marzo de 2023, Gaga interpretó «Hold My Hand» en la 95.ª edición de los Premios Óscar. Apareció en el escenario sin maquillaje, vestida con una camiseta negra y jeans rasgados, y antes de comenzar dijo: «Necesitamos mucho amor para transitar esta vida, y en ocasiones todos necesitamos un héroe. Hay héroes a nuestro alrededor, en lugares inesperados, pero quizá descubras que puedes ser tu propio héroe, incluso si te sientes roto por dentro». Comenzó la interpretación únicamente con un piano, hasta que la batería y el bajo se sumaron tras el primer estribillo. La actuación fue dedicada a la memoria de Tony Scott, director de la película original Top Gun (1986). Glenn Weiss, director de la ceremonia, explicó que la canción tenía un significado especial para Gaga, y que su intención era ofrecer una versión auténtica y despojada, sin los artificios de una típica presentación en los Óscar. Variety destacó la producción «sorprendentemente orgánica, con una esencia de banda de rock», mientras que USA Today resaltó que Gaga «confió en su potente voz para entregar la interpretación más conmovedora de la noche».
El 9 de febrero de 2025, durante el espectáculo previo al Super Bowl LIX, Gaga interpretó «Hold My Hand» en vivo desde Bourbon Street en Nueva Orleans, como un tributo a las víctimas del ataque con camión en la ciudad, los incendios forestales de California y el huracán Helene.

## Posicionamiento en listas

### Semanales
| Alemania          | German Singles Chart    | 79 |
| Australia         | ARIA Top 50 Singles     | 29 |
| Austria           | Ö3 Austria Top 40       | 32 |
| Bélgica (Flandes) | Ultratop 50             | 16 |
| Bélgica (Valonia) | Ultratop 40             | 9  |
| Canadá            | Canadian Hot 100        | 25 |
| Croacia           | ARC Top 100             | 1  |
| Estados Unidos    | Billboard Hot 100       | 49 |
| Estados Unidos    | Digital Songs           | 2  |
| Estados Unidos    | Radio Songs             | 33 |
| Estados Unidos    | Pop Songs               | 19 |
| Estados Unidos    | Adult Pop Songs         | 12 |
| Estados Unidos    | Adult Contemporary      | 9  |
| Francia           | French Singles Chart    | 32 |
| Hungría           | Single (Track) Top 10   | 5  |
| Irlanda           | Irish Singles Chart     | 49 |
| Islandia          | Tonlist                 | 37 |
| Italia            | Top Singoli             | 57 |
| Japón             | Japan Hot 100           | 29 |
| Nueva Zelanda     | NZ Top 40 Singles Chart | 33 |
| Países Bajos      | Single Top 100          | 28 |
| Reino Unido       | UK Singles Chart        | 24 |
| Suecia            | Sverigetopplistan       | 61 |
| Suiza             | Schweizer Hitparade     | 5  |
| Taiwán            | Taiwan Songs            | 11 |

### Anuales
| Canadá         | Canadian Hot 100    | 75 |
| Estados Unidos | Digital Songs       | 19 |
| Estados Unidos | Adult Pop Songs     | 37 |
| Estados Unidos | Adult Contemporary  | 16 |
| Suiza          | Schweizer Hitparade | 39 |

### Certificaciones
| País        | Organismo certificador | Certificación | Ventas certificadas | Ref.   |
| ----------- | ---------------------- | ------------- | ------------------- | ------ |
| Australia   | ARIA                   | Platino       | 70 000              | [ 43 ] |
| Bélgica     | BEA                    | Oro           | 20 000              | [ 44 ] |
| Canadá      | CRIA                   | Platino       | 80 000              | [ 45 ] |
| Dinamarca   | IFPI — Dinamarca       | Oro           | 45 000              | [ 46 ] |
| Francia     | SNEP                   | Diamante      | 500 000             | [ 47 ] |
| Italia      | FIMI                   | Platino       | 100 000             | [ 48 ] |
| Polonia     | ZPAV                   | 2× Platino    | 100 000             | [ 49 ] |
| Reino Unido | BPI                    | Oro           | 400 000             | [ 50 ] |
| Suiza       | IFPI — Suiza           | Platino       | 20 000              | [ 51 ] |

## Premios y nominaciones
Tras su lanzamiento, «Hold My Hand» recibió variedad de premios y reconocimientos por parte de revistas, asociaciones de críticos y demás medios. A continuación, una lista con todos los premios y nominaciones que ha obtenido:
| Año  | Premiación                                         | Categoría                                                               | Resultado | Ref.   |
| ---- | -------------------------------------------------- | ----------------------------------------------------------------------- | --------- | ------ |
| 2022 | Hollywood Music in Media Awards                    | Mejor Canción Original - Largometraje                                   | Nominado  | [ 52 ] |
| 2022 | Las Vegas Film Critics Society                     | Mejor Canción Original                                                  | Nominado  | [ 53 ] |
| 2022 | People's Choice Awards                             | Canción de 2022                                                         | Nominado  | [ 54 ] |
| 2022 | World Soundtrack Awards                            | Mejor Canción Original Escrita para una Película                        | Nominado  | [ 55 ] |
| 2023 | Critics Association of Central Florida             | Mejor Canción Original                                                  | Ganador   | [ 56 ] |
| 2023 | Critics' Choice Awards                             | Mejor Canción                                                           | Nominado  | [ 57 ] |
| 2023 | Denver Film Critics Society                        | Mejor Canción Original                                                  | Nominado  | [ 58 ] |
| 2023 | Georgia Film Critics Association Awards            | Mejor Canción Original                                                  | Ganador   | [ 59 ] |
| 2023 | Golden Globe Awards                                | Mejor Canción Original                                                  | Nominado  | [ 60 ] |
| 2023 | Grammy Awards                                      | Mejor Canción Escrita para Medios Visuales                              | Nominado  | [ 61 ] |
| 2023 | Guild of Music Supervisors Awards                  | Mejor Canción Escrita o Grabada para un Filme                           | Nominado  | [ 62 ] |
| 2023 | Hawaii Film Critics Society Awards                 | Mejor Canción                                                           | Ganador   | [ 63 ] |
| 2023 | Hollywood Critics Association Creative Arts Awards | Mejor Canción Original                                                  | Nominado  | [ 64 ] |
| 2023 | Houston Film Critics Society                       | Mejor Canción Original                                                  | Nominado  | [ 65 ] |
| 2023 | Iowa Film Critics Association                      | Mejor Canción Original                                                  | Ganador   | [ 66 ] |
| 2023 | North Carolina Film Critics Association            | Mejor Canción Original                                                  | Nominado  | [ 67 ] |
| 2023 | North Dakota Film Society Awards                   | Mejor Canción Original                                                  | Nominado  | [ 68 ] |
| 2023 | Premios Óscar                                      | Mejor Canción Original                                                  | Nominado  | [ 69 ] |
| 2023 | Premios Satellite                                  | Mejor Canción Original                                                  | Ganador   | [ 70 ] |
| 2023 | Society of Composers & Lyricists                   | Mejor Canción Original para una Producción Visual de Drama o Documental | Nominado  | [ 71 ] |
| 2025 | Premios Emmy Deportivos                            | Dirección musical sobresaliente                                         | Ganador   | [ 72 ] |